# به رسمیت شناختن اتحادیه‌های همجنس‌گرایان در اسلواکی
اسلواکی ازدواج همجنس گرایان یا اتحادیه‌های مدنی را به رسمیت نمی‌شناسد. قانون اساسی اسلواکی از سال ۲۰۱۴ ازدواج با زوج‌های همجنس را محدود کرده‌است. لوایح به رسمیت شناختن شراکت مدنی همجنس گرایان چندین بار در سال ۱۹۹۷، در سال ۲۰۰۰، در سال ۲۰۱۲، در سال ۲۰۱۸، در سال ۲۰۲۱ و در سال ۲۰۲۲ ارائه شد، اما همه آنها رد شدند. با این حال، برخی از به رسمیت‌شناسی‌های قانونی برای زوج‌های همجنس ثبت نشده وجود دارد. حقوق محدود برای «شخص نزدیک» تحت قوانین مدنی و جزایی به رسمیت شناخته شده‌است.